# (24648) Евпатория
(24648) Евпатория (лат. Evpatoria) — типичный астероид главного пояса, который был открыт 19 сентября 1985 года советскими астрономами Николаем Степановичем и Лидией Ивановной Черных в Крымской астрофизической обсерватории и назван в честь курортного города Евпатории.

Орбита астероида Евпатория и его положение в Солнечной системе.

В окрестностях этого города находится Евпаторийский планетный радиолокатор. С помощью этого локатора в декабре 1992 года были проведены первые вне США радиолокационные исследования, объектом которых стал околоземный астероид (4179) Таутатис, а в 1995 году — первая в истории радиолокационной астрономии межконтинентальная локация небесного тела — околоземного астероида (6489) Голевка.